# Robert Kaehler
Robert J. „Bob“ Kaehler (* 5. April 1964 in Buffalo) ist ein ehemaliger US-amerikanischer Ruderer und vierfacher Weltmeister im Achter.
Der 1,94 m große Robert Kaehler belegte bei den Weltmeisterschaften 1991 den fünften Platz im Doppelvierer. Bei den Olympischen Spielen 1992 ruderte Kaehler mit dem Doppelvierer auf den achten Platz. Nach einem fünften Platz im Doppelzweier bei den Weltmeisterschaften 1993 wechselte er vom Skullrudern zum Riemenrudern. Bei den Weltmeisterschaften 1994 in Indianapolis gewann Kaehler im Alter von dreißig Jahren seinen ersten 
Weltmeistertitel mit dem US-amerikanischen Achter. Im Jahr darauf erkämpfte er mit dem Achter die Bronzemedaille. Bei den Olympischen Spielen 1996 in Atlanta belegte Kaehler mit dem US-Achter den fünften Platz. 
1997 wurde der US-Achter völlig neu besetzt, Kaehler war der einzig Verbleibende aus dem Boot des Vorjahres. Der neue Achter gewann den Titel bei den Weltmeisterschaften 1997 knapp vor dem rumänischen Großboot. Auch bei den Weltmeisterschaften 1998 und 1999 siegte der US-Achter. Die Siegesserie riss bei den Olympischen Spielen 2000, als der US-Achter den fünften Platz belegte. Der mittlerweile 36 Jahre alte Kaehler beendete danach seine aktive Laufbahn.